# Time and the Rani
Time and the Rani (El tiempo y Rani) es el primer serial de la 24ª temporada de la serie británica de ciencia ficción Doctor Who, emitido originalmente en cuatro episodios semanales del 7 al 28 de septiembre de 1987. Supuso el debut de Sylvester McCoy como el Séptimo Doctor, que se regeneró desde el Sexto Doctor al principio de la historia después de que Colin Baker fuera despedido.

## Argumento
Mientras está en vuelo, la TARDIS sufre el ataque de la maligna Rani, una Señora del Tiempo renegada. La TARDIS se estrella en el planeta Lakertya. En el suelo de la sala de la consola, el Doctor se regenera en su séptima encarnación. En la confusión postregenerativa, le separan de su acompañante Mel Bush, y Rani le engaña para que le ayude en su plan megalomaníaco de construir un manipulador temporal. Perdida en la superficie desértica del planeta, Mel tiene que evitar las trampas de la Rani y a sus monstruosos sirvientes murciélago, los Tetraps. Unirá fuerzas con una facción rebelde entre los Lakertyans, desesperados por acabar con el control de la Rani de su planeta...

### Continuidad
Aunque esta fue la primera historia del Séptimo Doctor, se escribió antes de que McCoy fuera elegido para el papel, y así no se ajustó a su interpretación del personaje. Como el intérprete del Sexto Doctor, Colin Baker, rechazó participar en la secuencia de regeneración, Sylvester McCoy tuvo que llevar el vestuario de su predecesor y una peluca rubia rizada, y filmar la secuencia completa él mismo.
El Séptimo Doctor se prueba varios vestuarios de Doctores anteriores: el abrigo de piel del Segundo Doctor, la chaqueta de smoking del Tercer Doctor, el abrigo y la bufanda del Cuarto Doctor, y el traje de cricket del Quinto Doctor. También lleva gran parte del tiempo el abrigo de retales de colores del Sexto Doctor durante gran parte del primer episodio, la primera vez que un Doctor llevó las ropas de predecesor durante un largo periodo de tiempo en lugar de cambiarse inmediatamente tras la regeneración.
No se explica cómo Rani escapó de la situación en la que había aparecido anteriormente en The Mark of the Rani (atrapada con El Amo en su TARDIS con un embrión de tiranosaurio rex creciendo a toda velocidad).

## Producción
| Episodio          | Fecha de emisión         | Duración | Espectadores en millones | Estado en el archivo  |
| ----------------- | ------------------------ | -------- | ------------------------ | --------------------- |
| Episodio 1        | 7 de septiembre de 1987  | 24:44    | 5,1                      | Cinta original en PAL |
| Episodio 2        | 14 de septiembre de 1987 | 24:36    | 4,2                      | Cinta original en PAL |
| Episodio 3        | 21 de septiembre de 1987 | 24:23    | 4,3                      | Cinta original en PAL |
| Episodio 4        | 28 de septiembre de 1987 | 24:38    | 4,9                      | Cinta original en PAL |
| [ 1 ] [ 2 ] [ 3 ] |                          |          |                          |                       |

El título provisional de la historia era Strange Matter (Materia extraña). El Loyhargil, el sustituto ligero para la materia extraña, es un anagrama de "holy grail" ("Santo Grial"). Ken Trew creó el vestuario del Séptimo Doctor basándose en un diseño de golfista de los años treinta.
La historia incluye una secuencia precréditos en la que la TARDIS se estrella en Lakertya. Es solo la tercera vez en la historia de la serie que hubo una secuencia de ese tipo. Castrovalva (1982) y The Five Doctors (1983) fueron las dos anteriores. Solo una historia más de la serie clásica, Remembrance of the Daleks, tendría secuencia precréditos, aunque esta práctica se convirtió en el estándar a partir de El fin del mundo (2005) en adelante.
La localización para el planeta Lakertya, incluyendo el exterior del laboratorio de la Rani, era Cloford Quarry, en Somerset. Esta historia fue la primera en la que la cabecera estuvo hecha por ordenador, y muchos de los efectos especiales, como la burbuja que atrapa a Mel, se hicieron también por ordenador, principalmente usando una nueva versión del ordenador Quantel Paintbox que el equipo de la serie poseía desde principios de los ochenta, y cuyo primer uso fue en el serial The Leisure Hive (1980). Keff McCulloch diseñó la nueva sintonía, que se usó hasta el final de la serie clásica. También se introdujo una nueva secuencia de créditos que se alejaba de la imagen de estrellas introducida en 1980. En el nuevo arreglo se recuperó el puente de la sintonía que no se usaba en la apertura desde la era del Primer Doctor, posteriormente y hasta ahora  solo se había usado en la secuencia de cierre en ciertas épocas. Al igual que en la cabecera del Sexto Doctor, no se usa una simple fotografía del protagonista, sino tres formando una ligera animación, una con el rostro serio, otra guiñando un ojo y otra sonriendo. McCoy llevaba un maquillaje que le daba a su rostro y pelo un aspecto gris plateado. En el cuarto episodio se usó por error una versión primitiva de esta secuencia en la que la cara del Doctor aparecía de una forma más sombría. Al productor John Nathan-Turner le parecía que no destacaba lo suficiente en esta versión.